# Turansko nižavje
Turansko nižavje je obširna planjava oz. ravnina v Srednji Aziji, ki se razprostira od Kaspijskega jezera do vnožja gorovij Pamir-Altaj in Tjanšan na vzhodu. Na jugu ga omejuje gorovje Kopet Dag, na severu pa kazaško gričevje, kjer je prek Turgajskih vrat na severozahodu povezano z Zahodnosibirskim nižavjem. Prehod med njima ni izrazit, sta pa ločena z razvodjem. Turansko nižavje predstavlja pretežen del površja držav Kazahstan, Turkmenistan in Uzbekistan.
Površje je pretežno ravno, nizko in sušno, le na jugovzhodu nekateri masivi Kizilkuma dosegajo 1000 m nadmorske višine. Na severu nižavja leži Aralska depresija z Aralskim jezerom, ki ima gladino 27 metrov pod nivojem morja, nekateri deli pa so še mnogo nižji. Je brez odtoka, zato voda izginja le zaradi izhlapevanja. Z jugovzhoda v nižavje pritekata največji reki, Amu Darja in Sir Darja, ki sta nekoč napajali Aralsko jezero, zdaj pa se njuna voda zaradi namakanja porazgubi v puščavi oz. izhlapi, preden pride do jezera.
Podnebje je kontinentalno subtropsko. Na revnih tleh uspeva le nizko rastje, ki ga sestavljajo pelini in osati, od kulturnih rastlin pa na večjih območjih gojijo le bombaž, ki je odvisen od namakanja.